# ستسوکو اینوئه
ستسوکو اینوئه (انگلیسی: Setsuko Inoue؛ زادهٔ ۱۶ سپتامبر ۱۹۴۶) بازیکن والیبال اهل ژاپن است.